# Speleologie

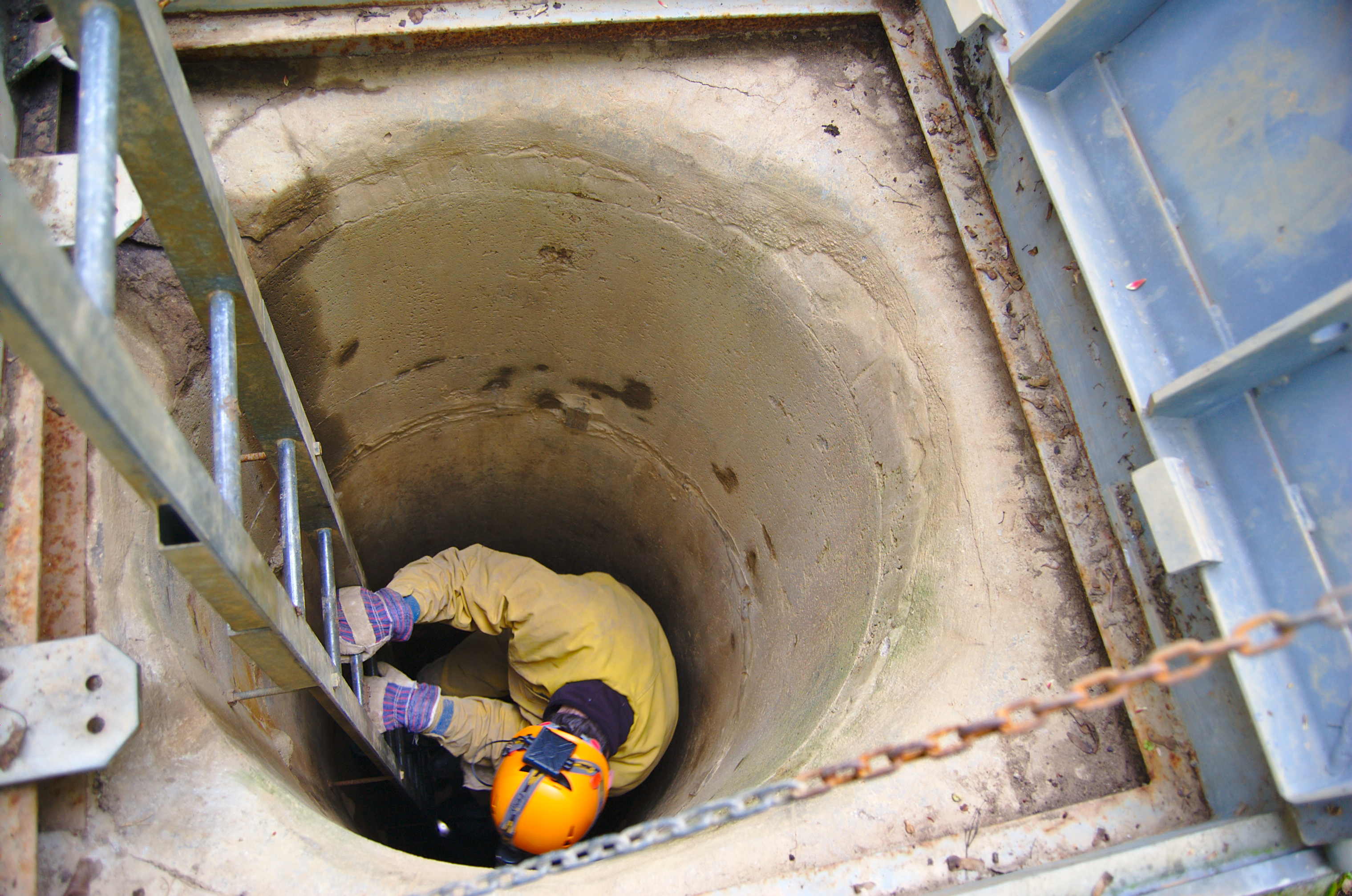
Sestup jeskyňáře do jeskyně

Speleologie (česky jeskyňářství) je vědní disciplína, zabývající se výzkumem jeskyní. Představuje jeden z podoborů karsologie, vědy, zabývající se komplexním výzkumem krasu.
V širším slova smyslu se dnes termín speleologie nebo jeskyňářství používá i pro zájmovou a sportovní činnost provozovanou v jeskyních a dalších podzemních prostorách, zejména speleoalpinismus.